# Jurij Kosiuk
Jurij Anatolijowycz Kosiuk, ukr. Юрій Анатолійович Косюк (ur. 27 maja 1968 w Katerynopilu) – ukraiński biznesmen, właściciel i Prezes Zarządu Myroniwski Chliboprodukt (MChP). Bohater Ukrainy (2008).

## Życiorys
W 1985 rozpoczął studia w Instytucie Przemysłu Spożywczego w Kijowie a ukończył je w 1992 roku. Tego samego roku został powołany do służby wojskowej na 2 lata. Uzyskał tytuł inżyniera technologa produkcji żywności.
Karierę zawodową rozpoczął jeszcze w czasach studenckich. W 1991 roku stał się brokerem na Giełdzie Towarowej w Kijowie. W następnym roku był jednym z założycieli Spółki "LKB". Firma zajmowała się importem metali, zboża, a nawet gazu.
W 1995 roku został Prezesem Spółki "Naukowo-Techniczny Biznes-Centrum Przemysłu Spożywczego". W 1998 roku firma została przekształcona na Myroniwski Chliboprodukt. W 2001 roku na rynek weszła marka "Nasza riaba".
W 2007 znalazł się na 16 miejscu w rankingu najbogatszych ludzi na Ukrainie, jego majątek szacowano wówczas na 0,893 mld USD. W 2010 uplasował się na 9 miejscu w rankingu, a jego majątek wzrósł w ciągu trzech lat do 1,3 mld USD.
Jest żonaty i ma syna.